# Marcela Budnik
Marcela Budnik je umirovljena argentinska hokejašica na travi. 
S argentinskom izabranom vrstom je sudjelovala na više međunarodnih natjecanja.

## Sudjelovanja na velikim natjecanjima
- SP 1990. (9. mjesto)
- Panameričke igre 1991.